# 泰德·帕特里克
泰德·羅斯福·帕特里克（Theodore "Ted" Roosevelt Patrick, Jr.，1930年—）是美國取消編程員及作家，他有時又被稱為「取消編程之父」。1970年代，派屈克和其他反邪教活動人士成立了公民自由基金會（後來改名為邪教意識網絡），並開始向那些希望將家庭成員從新興宗教組織中除名的人提供他們所謂的“解除編程”服務。
派屈克的手段經常涉及綁架和強制監禁，這導致他面臨了多項刑事指控和民事訴訟。他最終被判犯有多項罪行，包括綁架、非法監禁和共謀。
派屈克認為一個人離開邪教的轉捩點是開始傾聽，然後加入對話的那一刻。在建立雙向連結後，信徒通常會站在解除程序者這邊。第一個這樣的幫助是為一位離開南加州大學，而前往位於亞利桑那州菲尼克斯的神的孩子社區的女孩提供的。派屈克與志同道合的人綁架了這名學生，並用一輛麵包車將她帶走，並遭到該教派成員的長期追捕。其後的解除編程整整花了兩天。
1990年代中期，各種新興宗教對帕特里克的組織發起了大規模攻擊，說服數名信徒向司法部門對邪教意識網絡提出暴力指控，但解編程者未能將他們從該邪教中「拉出來」。司法部門站在原告，對邪教意識網絡處以難以承受的巨額罰款，最終於1996年6月20日，芝加哥聯邦法院宣布邪教意識網絡破產。此後，泰德·派屈克退休了。

## 註解
1. ↑  Chryssides, George. . London, England: Continuum International Publishing Group. 1999: 346–348. ISBN 0-8264-5959-5.
2. ↑  Chryssides, George D.; Zeller, Benjamin E. . New York City: Bloomsbury Publishing. 2016. ISBN 978-1474256445.

## 相關出版品
- Patrick, Ted. Let Our Children Go!. New York: Ballantine. 1976.
- Conway and Siegelman, Black Lightning (Chapter 6 of Snapping), 1995, ISBN 0-9647650-0-4

## 外部連結
- 官方推特 （页面存档备份，存于）
- 1979 televised debate against ISKCON representatives （页面存档备份，存于）
- 「被解編」（Deprogrammed，相關紀錄片） （页面存档备份，存于）